# Jon Krakauer

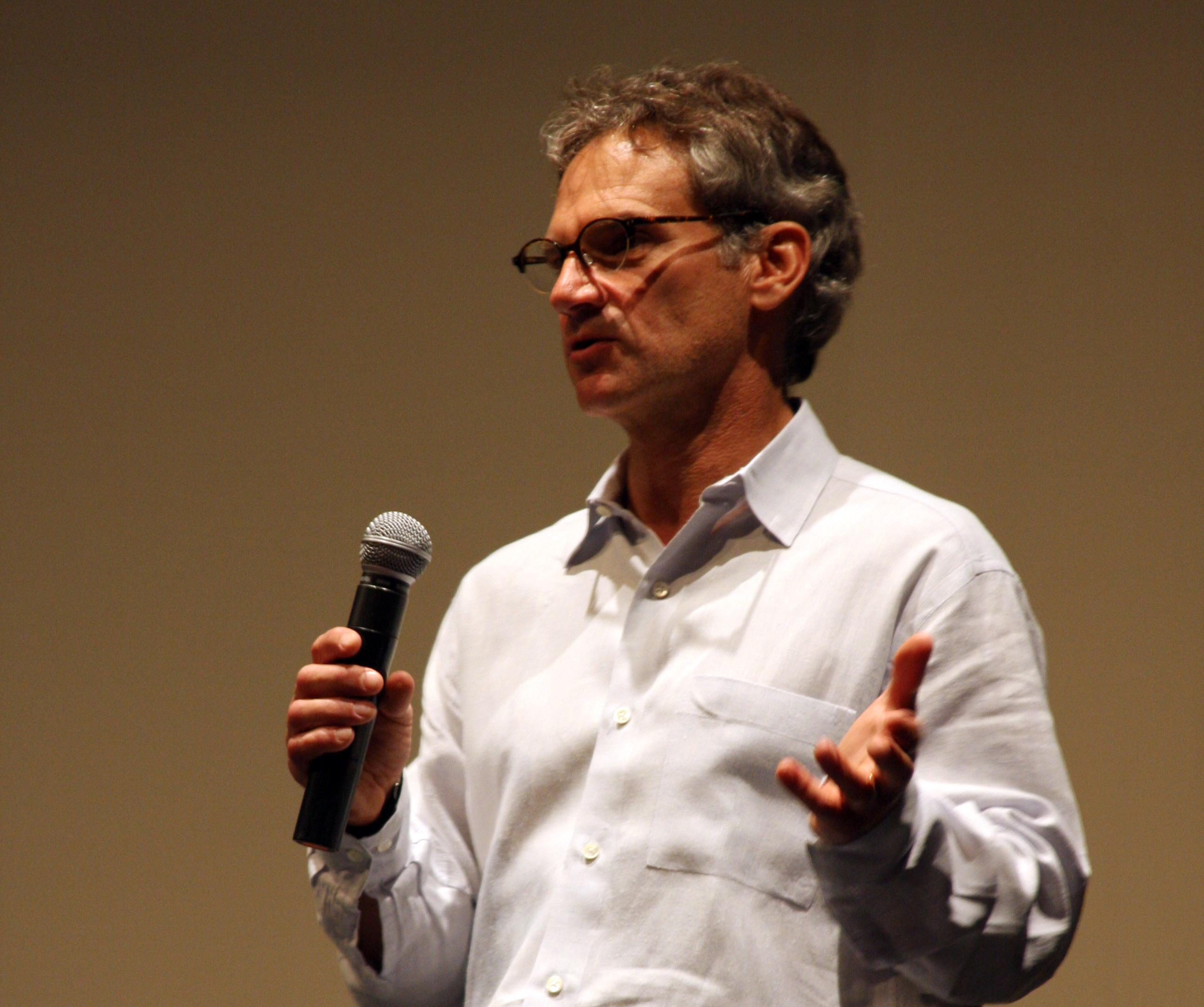
Jon Krakauer (2009)

Jon Krakauer (Brookline (Massachusetts), 12 april 1954) is een Amerikaans alpinist, journalist en auteur van non-fictie, met name over het buitenleven en alpinisme.

## Verfilmingen
- Van Into Thin Air werd in 1997 een tv-film gemaakt: Into Thin Air: Death on Everest
- vervolgens werd er in 2015 een tweede verfilming gemaakt van Into Thin Air:Everest
- Into the Wild werd in 2007 verfilmd door Sean Penn

- Bibsys: 90519242
- Biblioteca Nacional de España: XX1220575
- Bibliothèque nationale de France: cb13168051t (data)
- Catàleg d'autoritats de noms i títols de Catalunya: 981058615376606706
- CiNii: DA09886169
- Gemeinsame Normdatei: 12008161X
- International Standard Name Identifier: 0000 0001 0902 6977
- Library of Congress Control Number: n89669057
- Nationale Bibliotheek van Letland: 000022591
- MusicBrainz: 13922df8-ac94-4770-8ab7-1b1c3b852d74
- Bibliotheek van het Japanse parlement: 00558833
- Nationale Bibliotheek van Tsjechië: xx0009153
- Nationale Bibliotheek van Israël: 987007520713305171
- Nederlandse Thesaurus van Auteursnamen: 075279193
- Réseau des bibliothèques de Suisse occidentale: 02-A003471932
- Istituto Centrale per il Catalogo Unico: VIAV098732
- Système universitaire de documentation: 035113170
- Virtual International Authority File: 54285366
- WorldCat: E39PBJwhx8CcpkyjydDQyFdhHC